# Спас-Иваново
Спас-Иваново — упразднённое село в Вязниковском районе Владимирской области России.

## География
Урочище находится в северо-восточной части области, в зоне хвойно-широколиственных лесов, в пределах Волжско-Окского междуречья, на левом берегу реки Тары, на расстоянии примерно 19 километров (по прямой) к северо-западу от города Вязники, административного центра района.

### Климат
Климат характеризуется как умеренно континентальный. Средняя температура воздуха самого холодного месяца (января) — −11,1 °C (абсолютный минимум — −48 °С), средняя максимальная температура воздуха (июля) — +23,3 °С (абсолютный максимум — +37 °С). Годовое количество атмосферных осадков составляет около 607 мм, из которых 413 мм выпадает в период с апреля по октябрь.

## История
В «Списке населенных мест Владимирской губернии по сведениям 1859 года» населённый пункт упомянут как владельческое село Иваново (Спас) Вязниковского уезда, расположенная при реке Таре, в 22 верстах от уездного города. В селе насчитывалось 20 дворов и проживало 122 человека (53 мужчины и 69 женщин). Действовала православная церковь.
По состоянию на 1905 год, в Спас-Иванове имелось 18 дворов и проживал 71 человек. В административном отношении деревня входила в состав Мстерской волости.
По данным 1926 года в селе имелось 22 хозяйства и проживало 119 человек (54 мужчины и 65 женщин). Являлась частью Крутовского сельсовета.

## Храм
В селе действовал двухпрестольный православный храм Спаса Преображения, построенный в 1843 году. В советское время был закрыт и разобран на кирпич в 1950 году.